# ドイツ視覚障害者中央図書館

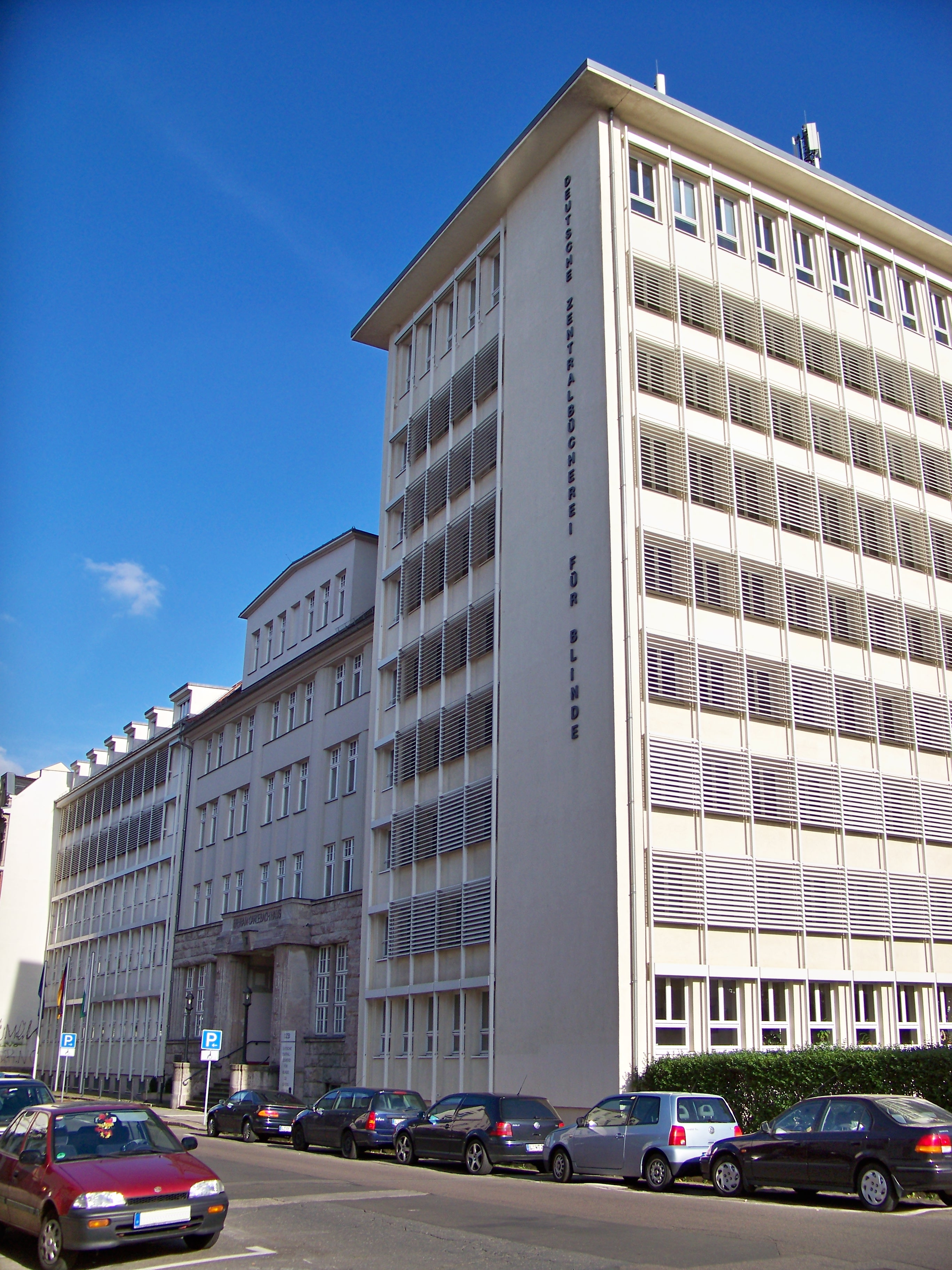
ドイツ視覚障害者中央図書館

ドイツバリアフリー読書センター（ドイツ語: Deutsches Zentrum für barrierefreies Lesen、略称dzb lesenとは、ドイツ・ザクセン州 ライプツィヒにある視覚障害者およびディスレクシアなどの一般的な墨字資料の利用に困難を抱える利用者の支援を目的にした公共図書館である。2019年11月11日までは、ドイツ視覚障害者中央図書館（ドイツ語: Deutsche Zentralbücherei für Blinde、略称DZB ）という名称だった 。 所蔵タイトル数72,300タイトルはドイツ語圏において最大であり1894年の設立はドイツにおける視覚障害者向け図書館としては最古である。この図書館は、貸出図書館、出版部、およびバリアフリーコミュニケーションのための研究施設 、点字資料 、オーディオブック 、 点字楽譜の編集施設からなる。 DZBは、毎年約250点の新しい資料を刊行している 。  

## 歴史
私団体Verein zur Beschaffung von Hochdruckschriften und Arbeitsgelegenheit für Blinde zu Leipzig（訳：視覚障害者のための大活字資料調達と雇用機会提供のための協会）は、1894年ライプツィヒで設立された 。 当初は書店の店舗内に設置されていたが、 ドイツ帝国の盲人のための最初の図書館に成長した。 その後まもなく、協会は独自の出版部と印刷機を設立するに至った。 慈善財団であるVerein zurFörderungder DeutschenZentralbüchereifürBlindeは、図書館を支援し、利用を促進するために1916年に設立された。 この時点で5,000点以上の点字資料が利用でき、1,200人の定期利用者がいた。 
第一次世界大戦後 、利用者数は劇的に増加し、1926年の登録利用者は3,500人だった。 世界恐慌はこの図書館にも緊縮財政を強要し、予算削減とスタッフの解雇が行われた。 1935年、DZBはライプツィヒのトイブヘンにある商業出版社ドルックハウス クレプツィヒ（Druckhaus Klepzig）に移転した。 この建物は、1943年12月のライプツィヒ大空襲によって破壊され、3万点以上の資料が失われた。 生き残ったわずかな資料は、1944年にデーベルンに設立された代替施設に移された。 

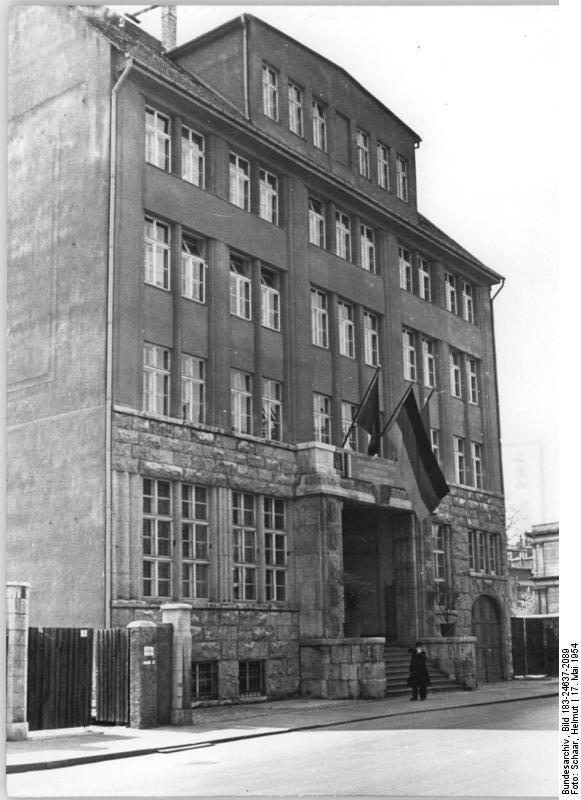
1954年のドイツ視覚障害者中央図書館

第二次世界大戦の終戦直後に、DZBは1,802冊の本を集めてヴァイセンフェルザー通りの新しい区画に移動した。 1946年11月7日の州政府の決定により、図書館は公共施設であることが宣言された。 1949年までに、図書館の所蔵資料は10,000冊に到達した。 1952年にDZBは東ドイツ教育省の後援を受け、1955年に文化省の管轄になった。 1954年、図書館は現在の位置である、グスタフ・アドルフ通りに移転した。 
東西ドイツの統一後 、DZB はザクセン自由州の科学芸術省の機関となった 。 

## 資料構成
2020年の時点で、ドイツ視覚障害者中央図書館には約73,000タイトルが所蔵されている。うち18,200タイトルは点字資料であり、48,000タイトルはDAISY資料である。 研究部門では、視覚障害に関する書籍、定期刊行物、論文を保有している。 加えて、DZBは18点のジャーナルを点字版と音声版で定期的に発行している。   

## 点字楽譜
ドイツ連邦保健省の助成を受けて、視覚障害者向けの楽譜を作成する「DaCapo」プロジェクトが、2003年にDZBで開始された。 目標は、視覚障害者が楽譜をより広く利用できるようにするだけでなく、視覚障害を持った音楽家により広い職業機会を与えることであった。 DZBの研究センターは、楽譜の送信サービスとともに、コンピュータによる楽譜の制作支援プロセスの開発も行っている 。私的・非営利目的でのみ利用可能なMakeBrailleレンダリングサービスでは、インターネット上にある楽譜ファイルから点字形式の楽譜を作成することができる。   

## 参照資料
1. ↑  “A Piece of History”. 2020年1月10日閲覧。、
2. 1 2  “DZB in Zahlen und Fakten,”. 2020年1月9日閲覧。、
3. 1 2  Dagmar Giersberg: Online "All Ears and within Reach – The German Central Library for the Blind in Leipzig." Bonn: Goethe Institute, November 2006. Retrieved 08-Aug-2012
4. ↑  The DZB: About Us. Leipzig: DZB, 2011. Retrieved 08-Aug-2012
5. ↑  “A Piece of History”. 2020年1月9日閲覧。、
6. ↑  “A Piece of History”. 2020年1月10日閲覧。、